# Dreco Malfoy
Dreco Malfoy (v izvirniku Draco Malfoy) je izmišljen lik iz serije fantazijskih romanov o Harryju Potterju britanske pisateljice J. K. Rowling.
Je Spolzgadovec in star prav toliko kot Harry Potter. Je svetlih las in neumornega sarkazma. Izhaja iz »častitljive« rodovine Malfoy in njegov oče, Lucius Malfoy, je Jedec smrti (pribočnik Mrlakensteina). Njegova mama je Narcissa Black, sestrična Harryjevega botra Siriusa Blacka.V knjigi Harry Potter in Polkrvni princ/Princ mešane krvi mu Mrlakenstein naloži nalogo, naj ubije Albusa Dumbeldorja, zaradi napake, njegovega očeta Luciusa Malfoya. Najraje se druži s svojima prijateljema, po imenu Crabbe in Goyle. Rad ima le takšne, kot je on, čistokrvne čarovnike. Tisti, ki imajo starše nečarovnike - bunkeljne, so zanj slabi ljudje, kot Hermiona Granger.  Na koncu se v zadnji, osmi knjigi, Harry Potter in otrok prekletstva,mu umre žena in začne prijateljevati s Harryjem.
V filmih ga je upodobil igralec Tom Felton, ki je igral tudi v filmih Anna and the King, The Borroviers ...